# Fabrizio Lai
Pour les articles homonymes, voir Lai.
Fabrizio Lai (né le 14 décembre 1978 à Rho, dans la province de Milan, en Lombardie) est un pilote italien de motoGP.

## Biographie
Fabrizio Lai a gagné le championnat européen en 1996 et 1997, avant de remporter le championnat italien  en 2002.
Il concourt sur 125 cm3 au championnat du monde depuis 2001, d'abord en tant que « meilleur deuxième », et il rejoint l'écurie Malaguti en 2003. Il monte pour la première fois sur le podium (deuxième place) durant la saison 2004 lors du grand prix de Motegi sur une moto de la marque Gilera. Il termine 6e pour la saison 2005 et 11e pour 2006 comme pilote honda.
En 2007, il rejoint l'écurie Aprilia.

## Sources
- (en) Cet article est partiellement ou en totalité issu de l’article de Wikipédia en anglais intitulé « Fabrizio Lai » (voir la liste des auteurs).